# Liechtensteinischer Rundfunk
Der Liechtensteinische Rundfunk (LRF) ist die öffentlich-rechtliche Rundfunkgesellschaft im Fürstentum Liechtenstein. Die in Schaan ansässige öffentlich-rechtliche Anstalt wurde im Jahr 2004 gegründet und betrieb bis zu dessen Abschaltung im April 2025 den Hörfunksender Radio Liechtenstein. In der auf der Website des LRF aufgeschalteten Rubrik „Mediathek“ stehen die aktuellen Nachrichtensendungen und viele weitere Beiträge zum Nachhören bereit. Seit Ende 2023 ist auch die kostenlose Radio Liechtenstein App verfügbar. Über die Organe des LRF, seinen Auftrag und die Finanzen gibt der Geschäftsbericht des LRF Auskunft. Er enthält auch die Jahresrechnung und den Revisionsbericht.

## Geschichte
Der einzige Rundfunksender wurde privat gegründet. Die Rundfunkgebühr diente der Finanzierung schweizerischer Programme in Liechtenstein. Anfang 1999 wurde sie abgeschafft. Seitdem wird über die Wiedereinführung diskutiert. Der Staat fördert die Medien (nicht nur den LRF) mit maximal 30 Prozent der Lohnkosten und indirekt über Aus- und Weiterbildungsangebote. Im Jahr 2003 lag die budgetierte Grundversorgung für alle damals noch privaten Rundfunkangebote bei 1,5 Mio. Schweizer Franken.
Der Liechtensteinische Rundfunk entstand infolge des Rückzugs des Privatinvestors Peter Ritter im Jahr 2003 von Radio L. Nach mehreren Verhandlungen beschloss die liechtensteinische Regierung am 23. August 2003 den Hörfunksender aufzukaufen und nach dem Modell eines öffentlich-rechtlichen Rundfunks weiterzuführen. Er ist somit eine Körperschaft in staatlichem Eigentum mit einem öffentlich-rechtlichen Programmauftrag. Am 1. Januar 2004 erfolgte mit der Umbenennung des Senders in Radio Liechtenstein auch die offizielle Inbetriebnahme des Liechtensteinischen Rundfunks. Die Regierung erwartete 2010 weder kurz- noch langfristig eine Selbstfinanzierung aus Werbung und Sponsoring.
Am 27. Oktober 2024 bewilligte das liechtensteinische Stimmvolk mit 55,4 Prozent eine Initiative der Demokraten pro Liechtenstein, womit der Finanzierung des Senders die Grundlage entzogen wurde; das Rundfunkgesetz wurde per Ende 2025 abgeschafft. Anfang April 2025 wurde verkündet, dass die Überführung in eine private Trägerschaft scheitern werde und der Betrieb noch im ersten Halbjahr eingestellt werde.

## Organisation

Logo "Radio Liechtenstein"

Radio Liechtenstein selbst vergleicht das liechtensteinische Rundfunkmodell mit „dem Vorbild von ORF oder SRF“, auf dessen Grundlage von Radio L ein „identitätsbildendes Radioprogramm“ gestaltet werde. Mit einem Dotationskapital von 400 000 Franken (Art. 3 LRFG) befindet sich das Unternehmen vollständig in staatlichem Besitz. Während jedoch die Organisation der LRF und das Rundfunkgesetz eher dem österreichischen Modell entsprechen, gleicht die Umschreibung der Aufgaben des LRF eher dem „Service public“ in der Schweiz.
Das Gesetz über den „Liechtensteinischen Rundfunk“ (LRFG) beschreibt den Liechtensteinischen Rundfunk (LRF) nach Art. 2 als „eine selbständige Anstalt des öffentlichen Rechts mit eigener Rechtspersönlichkeit“. Das Gesetz weist ihm einen Versorgungs- und einen Programmauftrag zu (Art. 6 und 7), Gemäss dem Versorgungsauftrag muss der LRF ein im ganzen Land empfangbares Radioprogramm veranstalten. Der Programmauftrag verlangt vom LRF insbesondere, eine „objektive und umfassende Information der Allgemeinheit über alle wichtigen politischen, sozialen, wirtschaftlichen, kulturellen und sportlichen Fragen“. In Krisen- und Katastrophenfällen hat der LRF kostenlos Sendezeit für Aufrufe zur Verfügung zu stellen (Art. 8). In den Programmgrundsätzen wird der Programmauftrag näher umschrieben (Art. 10).
Die in der Verfassung gewährleistete Meinungsäusserungsfreiheit umfasst in Liechtenstein auch die Medienfreiheit. Das Mediengesetz schützt die Freiheit aller Medien – also sowohl des LRF als auch aller Medien privater Eigentümer – wie auch das Redaktionsgeheiminis (Art. 3 und 19 Mediengesetz), Im LRFG wird zudem ausdrücklich die Unabhängigkeit der einzelnen Mitarbeiter des LRF geschützt (Art. 9 LRFG).
Die Organe des LRF und ihre Aufgaben werden in den Art. 19–31 LRFG festgelegt:
- Verwaltungsrat: Fünf bis sieben Fachleute aus den Bereichen Medien, Recht, Finanz- und Rechnungswesen, die weder zum LRF noch zu einem anderen Medienunternehmen in einem Naheverhältnis stehen dürfen und auch weder einem Gemeinderat angehören noch Angestellte der Landesverwaltung oder Mitglied der Medienkommission sein dürfen und auch nicht eine leitende Position einer politischen Partei innehaben dürfen.
- Geschäftsleitung: Ihre weisungsfreien Mitglieder werden nach öffentlicher Ausschreibung vom Verwaltungsrat für je vier Jahre gewählt. Auch für sie gelten verschiedene Unvereinbarkeiten. Ihre Aufgabe ist die operative Führung des LRF.
- Revisionsstelle: Eine von der Regierung gewählte anerkannte Wirtschaftsprüfungsgesellschaft.

## Finanzierung
Die Finanzierung des Rundfunks erfolgt nach Art. 37 LRFG aus Werbeeinnahmen und dem vom Landtag des Fürstentums Liechtenstein im jährlichen Finanzgesetz gesprochenen Landesbeitrag. Das heisst, dass der Liechtensteinische Rundfunk hauptsächlich aus den allgemeinen Steuereinnahmen finanziert wird.
Die Rundfunkgebühr wurde nämlich Anfang 1999 abgeschafft. Die Regierung hatte im Rahmen der Finanzplanung 2014–2017 eine Rundfunkgebühr im Landtag eingebracht, jedoch im Juli 2015 wieder verworfen, was neben der fehlenden gesellschaftlichen Akzeptanz auch damit begründet wurde, dass sich die Finanzierung über den Landesbeitrag als das wirtschaftlich sinnvollere Modell erwiesen habe. Seither wurde nicht mehr über die Einführung einer Rundfunkgebühr diskutiert.
Während der Aufwand, insbesondere für das Personal, seit Jahren stabil ist, gingen die Werbeeinnahmen des LRF in den letzten Jahren kontinuierlich zurück. Es mussten deshalb vom Landtag in den Jahren 2017, 2018, 2020, 2021 und 2023 Nachtragskredite gesprochen werden.